# Kościół Chrystusa Odkupiciela w Poznaniu
Kościół Chrystusa Odkupiciela w Poznaniu – kościół parafialny znajdujący się na Osiedlu Warszawskim w dzielnicy Nowe Miasto w Poznaniu, przy ulicy Trzemeszeńskiej 20.

## Historia

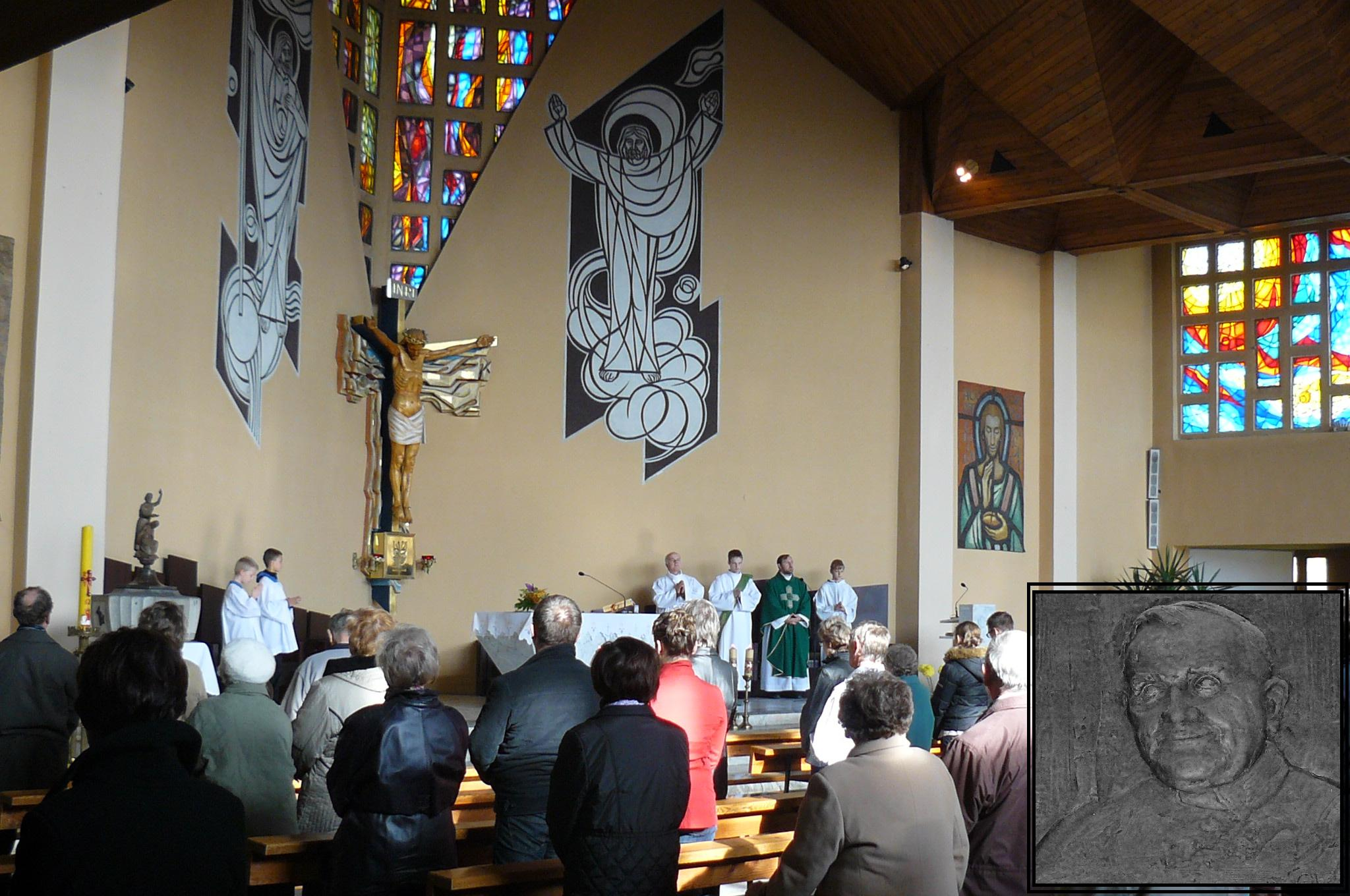
Wnętrze górnego kościoła i fragment tablicy ku czci ks. Walentego Szymańskiego

W 1932 roku na Osiedlu Warszawskim zawiązał się Komitet Obywatelski, czuwał nad nowo powstającym osiedlem. Komitetu zwołał zebranie mieszkańców na którym dnia 5 lutego 1933 r. podjęto decyzję wybudowania własnego kościoła. Inicjatywa spotkała się z radością i zapewnieniem, iż Ksiądz Biskup Walenty Dymek odnosi się do tego projektu przychylnie. 27 marca 1933 r. Ksiądz Kardynał August Hlond Prymas Polski objął Patronat ogólny nad budową kościoła, a 10 sierpnia 1933 r. mającemu powstać kościołowi nadano tytuł Chrystusa Odkupiciela. W niedzielę 10 listopada 1935 roku, Prymas Polski kardynał August Hlond przybył, aby poświęcić nowo wybudowany kościół i po raz pierwszy sprawować w nim Mszę Świętą.
W związku ze wzrostem liczby mieszkańców Osiedla Warszawskiego podjęto decyzję o budowie nowego kościoła parafialnego, gdyż dotychczasowy okazał się za mały. 25 października 1979 roku ówczesny proboszcz ksiądz Walenty Szymański uzyskał pozwolenie na budowę kościoła. W 1981 r. rozpoczęto budowę według projektu inż. Aleksandra Holasa. Kierownikiem budowy został inż. Mieczysław Starczewski. Pierwszą mszę św. odprawiono 23 października 1983 roku – w dniu odpustu parafialnego. Konsekracji kościoła dokonał ówczesny arcybiskup archidiecezji poznańskiej Juliusz Paetz w niedzielę 26 października 1997.
Stary kościół zamieniony na kaplicę był użytkowany w wakacje przez rzymskokatolicką parafię do odprawiania Mszy Świętej dzieląc ją z greckokatolicką parafią.
Kaplica została przekazana Greckokatolickiej Parafii pw. Opieki Matki Bożej w Poznaniu.

## Architektura
Kościół jest dwupoziomowy, cały podpiwniczony, kryty papą, z wieżyczką pokrytą blachą miedzianą. W kościele górnym założono strop modrzewiowy, na dwóch poziomach ułożono posadzkę marmurową i ustawiono nowe ławki. W bryle kościoła znajdują się zakrystie dla księży na obu poziomach oraz zakrystie dla ministrantów. W dolnej kondygnacji znajdują się pomieszczenia służące do spotkań różnych grup duszpasterskich. Po wybudowaniu kościoła przystąpiono do budowy probostwa, stanowiącego razem z kościołem jedną bryłę architektoniczną.
Przy wejściu wmurowana jest tablica pamiątkowa ku czci ks. kanonika Walentego Szymańskiego, odsłonięta 14 lipca 2004.
Przy kościele został posadzony Dąb Pamięci upamiętniający zamordowanego przez NKWD w Katyniu podporucznika Teodora Bobowskiego.

## Misje
Misje (o czym informują tabliczki na krzyżu misyjnym) odbywały się w latach:
| Lp. | Data                    | Prowadzący    |
| --- | ----------------------- | ------------- |
| 1.  | 1–12 maja 1977          | sercanie      |
| 2.  | 13–21 października 1984 | redemptoryści |
| 3.  | 11–17 października 1997 | jezuici       |
| 4.  | 14–19 października 2001 | sercanie      |
| 5.  | 15–23 października 2016 | franciszkanie |